# Nancy Ascencio
Nancy María Ascencio Estanga es una política venezolana y diputada a la Asamblea Nacional por el estado Bolívar. Perteneció a la Comisión Permanente de Contraloría entre 2011-2016. Pertenece a Comisión de Ecosocialismo entre 2021-2023.

## Carrera
En 2003 Ascencio se desempeñó como la coordinadora sociopolítica de la Misión Mercal, fortaleciendo la red de las bodegas Mercalitos. Ascencio también fue directora de administración en la policía del estado Bolívar en la gestión de Rojas Suárez y la gerente de Desarrollo Endógeno de CVG Carbonorca.[cita requerida] Electa en la Asamblea Nacional entre 2021-2026. En 2023 fue ratificada en la Comisión de Ecosocialismo en la vicepresidencia.

## Agresiones
En 2013 Nancy Ascencio fue denuncida por agredir a la también diputada María Corina Machado durante una Pelea en la Asamblea Nacional de Venezuela donde resultó al menos 11 diputados heridos quince días después de las elecciones presidenciales de Venezuela de 2013. El mismo año Ascencio volvió a agreder a María Corina después de una marcha en Puerto Ordaz.